# Веронская марка
Веронская марка — марка в составе Священной Римской империи на территории северо-восточной Италии в средние века. Центрами марки были города Верона и Аквилея.
Марка была создана представителем династии Унрошидов Беренгаром I, впоследствии ставшим королём Италии, в 890 году. Марка была упразднена после создания Ломбардской лиги.

## История
Marca Veronensis et Aquileiensis, созданная около 890 года представителем династии Унрошидов Беренгаром I в процессе генеральной реформы королевства, заменила Фриульскую марку, созданную Каролингами. Марка была отделена от королевства в результате похода германского короля Оттона I против короля Италии Беренгара II в 951 году. В следующем году на Рейхстаге в Аугсбурге Беренгару удалось сохранить за собой Италию, но пришлось уступить Веронскую марку, которая была включена в состав племенного герцогства Бавария, контролируемого братом Оттона Генрихом. В это же время Истрийская марка была включена в состав Веронской в качестве графства. С 952 по 975 год марки Каринтия и Верона находились в составе Баварии под руководством родственников Людольфингов, объединяя огромные земли на территории Италии, Германии и другие, населенные славянами.
После ряда восстаний, организованных баварскими родственниками императора, Оттон II в 976 году лишил владений герцога Баварии Генриха II и создал герцогство Каринтия под управлением лояльного Луитпольдинга Генриха Молодого. Вместе с Каринтийской маркой он также получил и Веронскую, и с этого времени она была под контролем герцогов Каринтии. Уже в 975 году Верона получила от Оттона II статус центра марки и права коммуны. С этого времени Верона и ещё несколько городов постепенно превратились в независимые города-государства, а Маркграфство Верона фактически превратилось в наследственный почётный титул герцогов Баварии и Каринтии. Отныне императоры стали назначать наместников, которые вместо маркграфов представляли их интересы в Вероне.
С 1004 года король Германии Генрих II, одолев в споре за Италию Ардуина Иврейского, отделил часть территорий в долине Адидже вокруг Тренто в епископство. Следующий император Конрад II, после своей коронации в 1027 году, отделил эти земли от Италии и предоставил епископству суверенитет, возведя их в ранг имперских принцев церкви. Трент оставался под властью епископов, несмотря на постоянное противодействие со стороны графов Тироля, вплоть до его секуляризации в 1803 году.

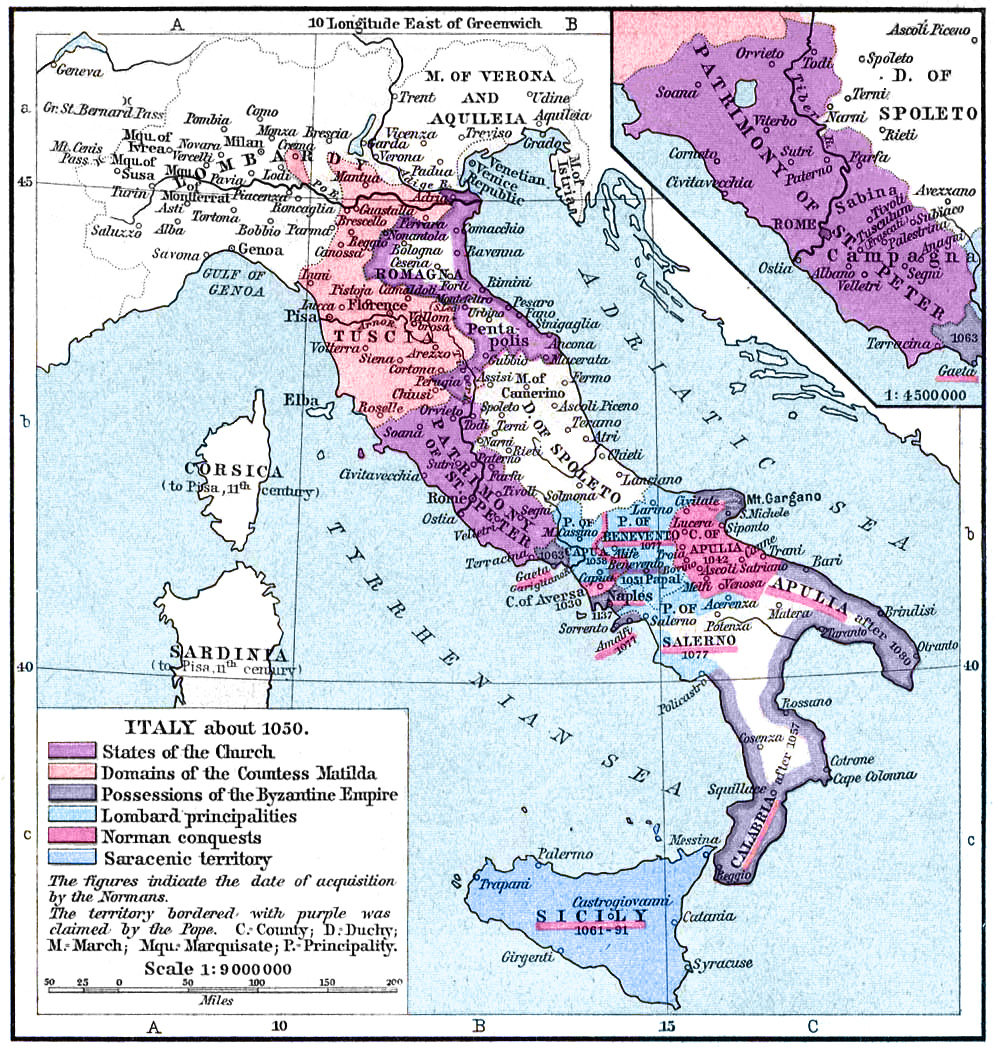
Италия в 1050 году. Веронская марка на северо-западе

В 1061 году вдовствующая императрица Агнесса де Пуатье пожаловала в ленное владение швабскому графу Бертольду из дома Церингеров — Каринтию и Верону. Хотя он и не смог в полной мере овладеть, ни герцогством ни маркграфством, однако он передал своим потомкам из Баденской династии право на эти титулы, и впоследствии они правили своими швабскими владениями, используя титул маркграфа. Тем временем в 1070 году, Истрия была восстановлена в качестве марки и отделена от Вероны, а в дальнейшем, в ходе спора об инвеституре, территории восточнее Фриули, вокруг епископского города Аквилеи, были отделены от марки для создания Аквилейского Патриархата.
В 1151 году король Конрад III наконец отобрал у герцога Каринтии Генриха V оставшуюся часть Веронской марки и передал их маркграфу Баденскому Герману III. Однако в 1164 году, наиболее могущественные города марки сформировали Веронскую Лигу, т. н. Лигу городов, с целью защиты своей независимости против итальянской политики племянника и приёмника Конрада III — императора Фридриха Барбароссы. Главенство в лиге заняла Венеция, также туда входили: Верона, Падуя, Виченца и Тревизо. В 1167 году города Веронской лиги присоединились к Ломбардской Лиге; это де-факто означало окончание существования Веронской марки, подтвержденное победой войск Ломбардской лиги в битве при Леньяно.
В 1405 году жители Вероны стали подданными Венеции, которая к 1420 году завоевала большую часть территории бывшей марки и преобразовали её в Терраферму.